# 상현초등학교
상현초등학교는 대한민국 경기도 용인시 수지구에 있는 공립 초등학교이다.

## 학교 연혁
- 1999년 12월 9일 상현초등학교 설립 인가
- 2000년 3월 1일 초대 오민환 교장 부임
- 2000년 3월 7일 20학급 인가 개교
- 2001년 2월 15일 제1회 졸업식(97명 졸업)
- 2012년 9월 1일 제4대 최세정 교장 부임
- 2014년 2월 14일 제14회 졸업식(218명 졸업)
- 2015년 2월 17일 제15회 졸업식(154명 졸업)
- 2015년 3월 1일 34학급 인가
- 2017년 3월 1일 29학급 인가
- 2019년 12월 1일 김학선 교장 부임 확정
- 2020년 2월 20일 신종코로나바이러스로 인한 긴급 조치 발표
- 2020년 3월 10일 전면 온라인수업 발표

1. ↑  경기도의회 (2016년 1월 4일). “경기도립학교 설치조례 별표”. 《국가법령정보센터》. 대한민국 법제처. 2016년 7월 30일에 확인함.